# Окремий батальйон охорони та забезпечення ГУ НГ (Україна)
Окремий батальйон охорони та забезпечення ГУ (ОБОЗ ГУ, в/ч 3078) — підрозділ охорони та забезпечення Головного управління в складі Національної гвардії України.

## Структура
- Автомобільна рота
- Комендантська рота
- Рота охорони та комендантскої служби
- Цех з ремонту автомобільної техніки
- Рота матеріально - технічного забезпечення

## Командування
- полковник Анатолій Бірук (2017)
- полковник Віталій Степанисько (2019)